# Kiyoto Furushima
Kiyoto Furushima (født 3. april 1968) er en tidligere japansk fodboldspiller.
Han har spillet for flere forskellige klubber i sin karriere, herunder Bellmare Hiratsuka og Avispa Fukuoka.